# Sesmaría
La sesmaría (de sesma, del latín "sexĭma": "sexta parte") era la concesión de tierras en el Brasil por parte del gobierno portugués con intención de promover la agricultura, la cría de ganados y, tiempo después, el extractivismo vegetal, expandiendo la cultura del café y el cacao. Al mismo tiempo, servía para poblar el territorio y recompensar a nobles, navegantes o militares por servicios prestados a la Corona portuguesa. El sistema de sesmarías en el Brasil era un prolongamiento del sistema jurídico portugués, establecido por la ley del 26 de mayo de 1375 y pendiente por D. Fernando.
La sesmaría representaba la explotación económica de la tierra de manera rápida, teniendo como fundamento la organización social y trabajo desarrollado en el Brasil, así como el latifundio monocultural y esclavista.